# イリュミナシオン
『イリュミナシオン』(Les Illuminations) は、フランスの詩人アルチュール・ランボーによる未完の散文詩の詩集である。1886年の5月から6月にかけて、パリの文学雑誌『ラ・ヴォーグ』に詩の一部が掲載され、同年10月に、ランボーがかつて敬愛していた詩人のポール・ヴェルレーヌの提案で、ヴォーグ出版社から『イリュミナシオン』の書名で出版された。本書の序文でヴェルレーヌは、「イリュミナシオン」とは、ランボーが原稿に副題として書き付けていた「彩色版画 (gravures coloriées / coloured plates)」の意味であると説明している。ヴェルレーヌによると、ランボーがこれらの詩を作った時期は1873年から1875年である。
『イリュミナシオン』所収の大部分の詩は、ランボーがヴェルレーヌとともに英国に滞在していたときに書かれている。これら詩は、ランボーが安定した職を求めてレディングに着いた1873年から、1875年にシャルルヴィル＝メジエール、そしてシュトゥットガルトにたどり着くまでの旅をたどることができる。

## 内容と形式、テーマ
『イリュミナシオン』は一般に42編からなっていると認められている。『イリュミナシオン』の発行する際の状況により、大部分でランボーが意図した詩の順番は実際のものとは一致していない。しかし、詩集が版を重ねる中で、いくつかのコンヴェンションができている。たとえば、『イリュミナシオン』の多くの出版物では、ほとんど必ず"Après Le Deluge"の詩で始まっている。  このように、見たところは論争があるが、多くの学者達が『イリュミナシオン』の順番は重要ではないと示した。もしかしたら翻訳家のベルトラン・マチューがこの慣習に対する主たる理由をもっともうまく表現しているのかもしれない。「詩の完全性を達成するために他者の作品に依っていたり頼っているような詩は1編も存在しない。それぞれの詩が固有のものである。我々は詩の正しい順番を知らないけれども、知る必要もないのだ」と彼は書いている。
この詩集は散文詩の数が圧倒的に多く、全体の42編のうち40編にものぼる。それ以外の2編は"Marine"と"Mouvement"という詩で、これらは自由詩である。これらの2編は『イリュミナシオン」の中の例外という点だけでなく、フランス語で書かれた最初の自由詩であるという点においても重要である。『イリュミナシオン』の中の詩は、散文詩や自由詩のジャンル内にあって、様々な文体的特徴を有している。散文詩はシャルル・ボードレールの影響を受けているものの、ランボーのものは、直線的な語りや内容の移行などの散文的な要素を欠いている点でボードレールの詩とは大きく異なる。これらの違いによって、ランボーの散文詩はボードレールの散文詩よりも難解で詩的なものになっている。これらの違いによってまた、『イリュミナシオン』はシュルレアリスム的な属性も持っている。ランボーはシュルレアリスムが誕生するよりも早くから生きていたが、幻想的で夢想的な性質を持つ多くの詩によって、彼はシュルレアリスムの文体で書いていたと言われている。他のランボーの文体の特徴は、これも詩の非現実性につながることだが、言葉のそのままの意味を用いるのではなく、言葉の示唆的な意味を利用するということである。このような文体の特徴に加えて、『イリュミナシオン』には感覚に訴えるイメージに富んでいる。ランボーの表現方法で読者を困らせる点は、フランス語で書かれた『イリュミナシオン』のテキストの中に、外国語を用いていることである。例えば、"Being Beauteous"という詩は、本文はフランス語であるにもかかわらず、英語の題名がついている。ランボーに関する伝記作家のランボー・ロッブは、英語やドイツ語などの外国語が存在することは、一部にランボーの旅行に起因していると述べている。彼は外国語を学ぶと、詩で使いたいと思った言葉の一覧表を記録していたようだ。
『イリュミナシオン』の中の詩は実に多様で、自制的であるため、この詩集は広い範囲のテーマを網羅している。詩集全体を一貫した明確なテーマは「抗議」である。このテーマは最初の詩である"Après Le Deluge"によく現れており、その後の詩にも引き続き現れている。『イリュミナシオン』の中でランボーは、彼が暮らす社会が提供しなければならないほとんどすべてのものに異議を申し立てているようだ。『イリュミナシオン』のほかの主なテーマは都市で、このテーマは"Ville"の詩に最もはっきりと現れている。このテーマは少なくとも6編の詩で顕著に特徴付けられており、ほかの多くの詩でも言及されている。これらの詩でランボーは現代の都市に対する魅惑と恐怖を同時に表現している。ほかの主なテーマには、苦悶、恍惚、変質、自然、歩みと旅、創造と破壊がある。

## 『イリュミナシオン』の執筆
ランボーがいつ『イリュミナシオン』を執筆したかについて正確に知る者はいない。詩の調査によって、それぞれの詩が同じ時期に書かれてはいないということが確かめられている。詩はパリやロンドン、ベルギーなどの様々な場所で書かれたということが知られている。また、ランボーはこれらの詩を書いている間に、様々な人間関係に関わっている。彼は1871年の9月から1872年の7月まで、ポール・ヴェルレーヌとその家族とともにパリに住んでおり、1872年の3月、4月と5月に短い間シャルルヴィルに滞在していた。その後、この二人は1872年の8月にベルギーからロンドンに旅をした。このロンドンへの旅が、彼がイギリスの都市を多くの詩の中で語ることの背景となっている。二人はその年の残りをロンドンで過ごし、その間にランボーは2度シャルルヴィルを訪れた。ヴェルレーヌとともに過ごした月日の間に、ランボーは成長し、円熟していった。『イリュミナシオン』に収められている大多数の詩は1873年に書かれた。この年はランボーとヴェルレーヌの友情関係がもっとも良好だった年であった。
ヴェルレーヌとの関係が終わった後、ランボーは1874年にロンドンに行き、ジェルマン・ヌーヴォーと住み始めた。そこでは以前の詩を改めたり、後に『イリュミナシオン』に含まれることになる新たな詩を書いたりしていた。ランボーとヌーヴォーが一緒に生活していたときの情報は少ないため、彼らの関係は謎のままである。ランボーの人生のなかでこの年についてはほとんど知られていないが、1875年に彼が、"Les Illuminations"という副題がついた原稿をヴェルレーヌに渡しているということは確かである。

## 出版と評価
1886年に『イリュミナシオン』の2つのバージョンが出版された。これらのバージョンは本文の順番が異なっている。彼は当時、アフリカの角で商人として生計を立てていたため、彼はどちらの版の出版にも個人的な関与を全くしていなかった。彼は1891年に体調を崩して死ぬ寸前になるまで、アフリカを去らなかった。

### 出版の履歴
1875年にヴェルレーヌが監獄から釈放されたとき、ランボーは今日『イリュミナシオン』として知られている詩集の原稿を彼に渡し、ブリュッセルにいるジェルマン・ヌーヴォーに渡すように委託した。ヨーロッパ旅行を延ばすことを意図して、ランボーはヌーヴォーに、彼の不在の間にベルギーの出版社を確保するように頼んだ。しかし、ヌーヴォーに原稿を送った直後に、彼はなぜ自分自身で出版社を探さなかったのかという自責の念に駆られた。ヴェルレーヌの要求で、ヌーヴォーは1877年のロンドンでの会合の際に原稿を返却した。完璧な作品を出版するために、ヴェルレーヌは1872年に書かれたもとの原稿に、ランボーがヌーヴォーに渡した詩を付け加えた。数ヶ月後、ヴェルレーヌは、詩を音楽に合わせる目的で、原稿を作曲家のシャルル・ド・シヴリー(ヴェルレーヌと疎遠であった妻のマチルド・モーテの異父の兄)に貸し付けた。マチルドは彼女の異父の兄がランボーの詩を所有していると知ると、あからさまにド・シヴリーが原稿をヴェルレーヌに返したり、原稿を出版しそうな他の人に渡すことを禁止した。マチルドがヴェルレーヌと離婚して再婚した後の1886年まで、彼女は出版の禁止を取り消さなかった。マチルドはランボーのせいでヴェルレーヌとの離婚に追い込まれたことに対する復讐をしたがっていたため、ヴェルレーヌが以前愛していたランボーの原稿を、ヴェルレーヌが再び所持することを禁止した。
ド・シヴリーは、ヴェルレーヌがランボーの詩集の出版に関わらないことを条件に、原稿をルイ・カルドネルに委託した。カルドネルは文学雑誌の"La Vogue"の編集者のギュスターヴ・カーンと交渉し、1886年に、ランボーの14行詩の作品とともに詩集の出版に合意した。カーンの要望で、芸術評論家で新聞記者のフェリックス・フェネオンが詩の順番を、それぞれのページで最初と最後の文章がつながるように並べ替えた。順番がそろっていないページは散文詩や少しの孤立したページであった。このような準備にもかかわらず、計画に関わった人々の中の議論が不透明であったため、42編の詩のうち35編の詩だけが、"La Vogue"で5月13日から6月21日までに出版された。1886年の10月に、カーンはヴェルレーヌに、まだタイトルがついていない一連の詩集をヴォーグ出版社から出版するための序文を書くように依頼した。ヴェルレーヌは詩集全体の名前を"Illuminations"か"coloured plates"とすることにした。これはランボーがかつて副題として提案したものである。出版者の論争によって、結局原稿を彼らの間で分け合い、原稿は分散することになってしまった。ランボーの原稿が出版されただけでなく、彼の詩集が賞賛され、研究され、ついには彼が努力して伝えようとした考えを認知されたという成果を知る前に、彼は亡くなった。
1895年に、ランボーの完璧な作品と言われている版が、ヴェルレーヌの新しい序文とともに、ヴァニエ出版から出版された。それ以降、ランボーの『イリュミナシオン』は、原文のフランス語の作品と翻訳された作品の両方が数多く出版された。

### 評価
ポール・ヴェルレーヌはLes Poètes mauditsの一章分全てを使ってランボーのことを書き、彼は若き恋人ランボーに対する献身的な愛と信頼を示した。ヴェルレーヌは1891年の『イリュミナシオン』の出版の際に前書きも書いており、誰もランボーから作品について聞くことなく年月が過ぎていったにもかかわらず、彼の作品はまだ今日的な意味を帯びており、貴重であると論じた。
有名な哲学者で小説家であったアルベール・カミュは、ランボーのことを「反抗的で最高な詩人である」と賞賛している。

## 翻訳
ランボーを作者とする、当初は19世紀末に執筆、出版された『イリュミナシオン』は、最初に詩が作られて以降、数えきれないほど訳され続けている。  翻訳家 (やしばしば自身も詩人であったが)は20世紀全体にわたってこの仕事を繰り返し引き受け、互いに違った、独創的で革新的な『イリュミナシオン』の翻訳作品を多く作り出した。その中で最も人気の翻訳はルイーズ・ヴァレーズ(1946年/1957年に改訂)、ポール・シュミット(1976年)、ニック・オズモンド(1993年)、デニス・J・カーライル(2001年)、マーティン・ソレル(2001年)、ワイアット・メイソン(2002年)、ジェレミー・ハーディングとジョン・スタロックの合作(2004年)によるものである。これらの翻訳家は全員、『イリュミナシオン』を次の世代に紹介するために努力し、作品の見え方についてそれぞれが独自の観点を持っている。フランス語から英語に翻訳する際の多様性、本文の順番の違い、いくつかの詩を含めるか含めないかという食い違い、翻訳家による序文を組み込むかどうかということはすべて、翻訳作品に『イリュミナシオン』の新しい意味を込める能力を表している。
『イリュミナシオン』をフランス語から英語に翻訳する作業は、翻訳家にとって気がめいるほど大変な作業である。彼らは、言語の不連続性から生じる曖昧さを生み出しながらも、できるだけ原作に忠実に翻訳する方法か、翻訳家の創造性に甘んじて、原文を適当に変更することで詳細に翻訳する方法か、これらの２つの方法の中間にあるちょうどいい翻訳方法のどれかを選択しなければならないことがある。様々な翻訳家たちは、大衆に向けて『イリュミナシオン』の翻訳を様々な観点から発表する上での自分の役割を解釈することによって、この散文詩集に対して多様なバージョンの翻訳作品を生み出している。
『イリュミナシオン』の日本語への翻訳作品は、金子光晴訳『イリュミナシオン　ランボオ詩集』が1951年に角川文庫から出版されている。

## その後の影響
エクセター大学の教授のマーティン・ソレルによると、ランボーは「文学や芸術の範囲にのみ」影響力があるだけでなく、政治の範囲にも影響が及び、アメリカ、イタリア、ロシア、ドイツの反合理主義革命の動機付けになった。ソレルはランボーのことを「現在とても評判が高い」詩人として賞賛しており、ミュージシャンのボブ・ディランやルイス・アルベルト・スピネッタ、作家のオクタビオ・パスやクリストファー・ハンプトンに現れているランボーの影響を指摘している。クリストファー・ハンプトンが1976年に公演した、ランボーとヴェルレーヌについての『太陽と月に背いて』という劇は後に同じ名前の映画が作られている。 
音楽では、ベンジャミン・ブリテンが本作中の10編による弦楽伴奏のための歌曲『イリュミナシオン』作品18を1939年に作曲している（他にピアノ伴奏による3曲が死後刊行されている）。